# Volkswagen Pointer
O Pointer foi um automóvel fabricado pela Volkswagen no Brasil na década de 1990. Resultado da Autolatina (parceria firmada entre a Volkswagen e a Ford no Brasil) gerou, entre outros, os modelos híbridos Escort/Pointer- Logus e Verona/Apollo. O Pointer é um facelift do Ford Escort de 5a geração (2a geração no Brasil), adicionando faróis, lanternas, para-choques e interior no estilo Volkswagen. 
Apresentado em outubro de 1993, nas versões CLi 1.8, GLi 1.8, GLi 2.0 e o esportivo GTi 2.0, todas equipadas com injeção eletrônica Fic. Desenvolvido sob a plataforma do novo Ford Verona, por possuir 5 portas, design mais agressivo que o Logus e tendo reunido o inédito conceito para o modelo GTi. Possuía um design limpo e com a ausência de saliências.
O modelo Nivus é uma releitura do Pointer.

## Modelo
Era um Hatchback de forma robusta, com enorme vidro traseiro, levemente convexo e duas janelas vigias após a segunda porta, com colunas fixas para não prejudicar em nenhum momento a visibilidade do motorista. mesmas características técnicas em relação ao seu irmão Logus, tendo como diferença os freios à disco nas 4 rodas, a ausência da motorização 1.6 devido ao seu maior peso, e no lançamento este veio no começo equipado com injeção eletrônica Bosch Le-Jetronic, sendo que os primeiros modelos 2 litros do Logus não vieram com esta injeção, e sim com o malfadado carburador eletrônico.
O modelo GTi, vinha com um grave erro de fábrica pois tinha uma relação de quinta marcha muito curta, o que fazia o motor girar a quase 3500 rpm a 100 km/h, sendo que carros de cilindrada e potência semelhantes possuíam motor que gira por volta de 2800 rpm. O problema foi sanado em julho de 1994, com a adoção de uma relação de quinta marcha mais longa, reduzindo consumo, ruído e melhorando a sua velocidade máxima consideravelmente.
O modelo foi produzido na Argentina, tendo uma boa aceitação naquele mercado, por consequência algumas unidades Argentinas rodam pelo Brasil, e o mesmo ocorre lá. O carro chegou a participar de um campeonato de multimarcas por lá.
Como o modelo foi lançado em 1994 já com injeção eletrônica, as suas únicas mudanças na linha 95/96 foram os para-choques pintados para os modelos CLi e GLi e a mudança na padronagens dos tecidos igual ao sedã.
Na linha 1996, mesmo ano em que sua fabricação seria encerrada, foi apresentado nova forração em veludo, muito mais sóbria, bonita e confortável (Igual ao Logus Wolfsburg Edtion), volante e manopla em couro para o esportivo GTi, novas rodas aro 14, usadas futuramente no Polo Classic.
O nome Pointer designou o VW Gol, VW Parati, VW Voyage e VW Saveiro brasileiros entre as gerações 2 e 4 que foram exportados para o México. A quinta geração nesse país tomam o seus nomes originais: Volkswagen Gol e Volkswagen Saveiro.

## Imagens

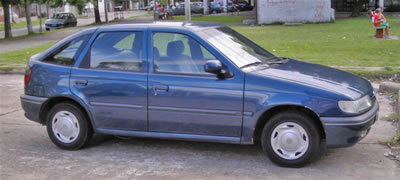
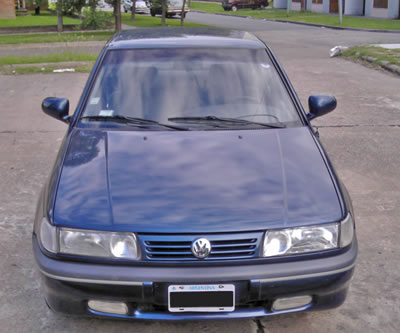
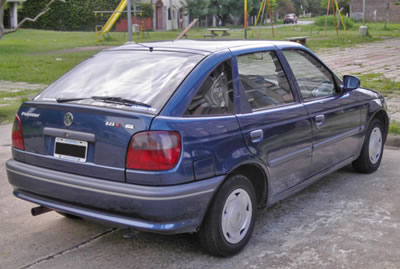
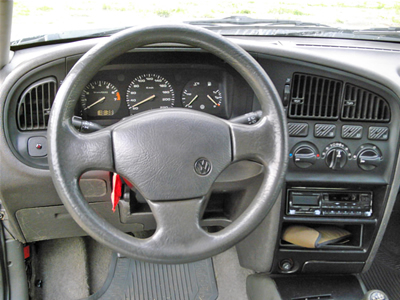
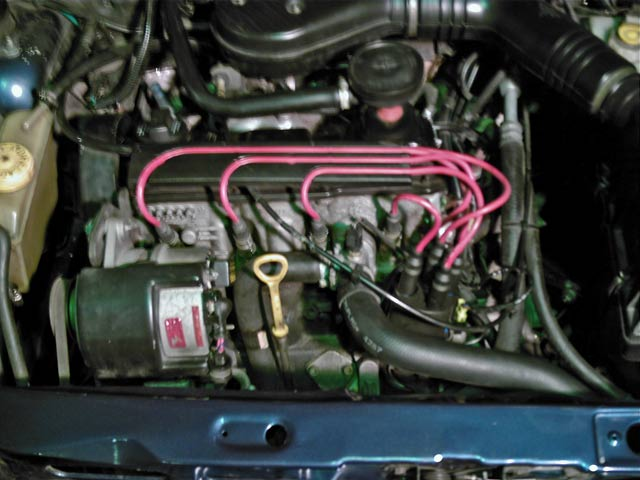